# Harmonikus szám
A matematikában az n-edik harmonikus szám az első n pozitív egész szám reciprokának az összege:
{\displaystyle H_{n}=1+{\frac {1}{2}}+{\frac {1}{3}}+\cdots +{\frac {1}{n}}=\sum _{k=1}^{n}{\frac {1}{k}}.}
Ez egyébként egyenlő ezen számok harmonikus közepe reciprokának az n-szeresével.

Harmonikus szám, (vörös vonal) és az aszimptotikus korlátja (kék vonal)

A harmonikus számokat már az ókorban is tanulmányozták, és a számelméletben fontos szerepet töltenek be. A harmonikus sor részletösszegei, és szorosan kapcsolódnak a Riemann-féle zéta-függvényhez.
Amikor egy nagy volumenű mennyiség a Zipf-törvény szerinti eloszlást mutat, a legértékesebb tétel az n-edik harmonikus.
Ez számos meglepő eredményhez vezet a hosszú farok- és a hálózatelméletben.

## Képletek
Az integrállal történő kifejezés Eulertől ered:
{\displaystyle H_{n}=\int _{0}^{1}{\frac {\,\,\,1-x^{n}}{1-x}}\,dx.}
A fenti egyenlőség nyilvánvalóan következik az alábbi egyenlőségből:
{\displaystyle \quad {\frac {\,\,\,1-x^{n}}{1-x}}=1+x+\cdots +x^{n-1}}
Elegáns kombinatorikai kifejezés nyerhető {\displaystyle \,H_{n}}-re, felhasználva egy egyszerű transzformációt: {\displaystyle \,x=1-u}:
{\displaystyle {\begin{aligned}H_{n}&=\int _{0}^{1}{\frac {\,\,\,1-x^{n}}{1-x}}\,dx=-\int _{1}^{0}{\frac {1-(1-u)^{n}}{u}}\,du=\int _{0}^{1}{\frac {1-(1-u)^{n}}{u}}\,du\\&=\int _{0}^{1}\left[\sum _{k=1}^{n}(-1)^{k-1}{\binom {n}{k}}u^{k-1}\right]\,du\\&=\sum _{k=1}^{n}(-1)^{k-1}{\binom {n}{k}}\int _{0}^{1}u^{k-1}\,du\\&=\sum _{k=1}^{n}(-1)^{k-1}{\frac {1}{k}}{\binom {n}{k}}.\end{aligned}}}
Hasonló kifejezés nyerhető a harmadik Retkes-azonosság felhasználásával:
{\displaystyle x_{1}=1,\ldots ,x_{n}=n}, és felhasználva a tényt: {\displaystyle \Pi _{k}(1,\ldots ,n)=(-1)^{n-k}(k-1)!(n-k)!}.
{\displaystyle H_{n}=H_{n,1}=\sum _{k=1}^{n}{\frac {1}{k}}=(-1)^{n-1}n!\sum _{k=1}^{n}{\frac {1}{k^{2}\Pi _{k}(1,\ldots ,n)}}=\sum _{k=1}^{n}(-1)^{k-1}{\frac {1}{k}}{\binom {n}{k}}}
Hn közel úgy nő, mint az n természetes logaritmusa. Ennek az oka, hogy az összeg közelíthető egy integrállal:
{\displaystyle \int _{1}^{n}{1 \over x}\,dx}
melynek értéke: ln(n).
Hn - : ln(n) sor monoton csökken a korlátja felé:
{\displaystyle \lim _{n\to \infty }\left(H_{n}-\ln n\right)=\gamma }
(ahol γ az Euler–Mascheroni-konstans: 0,5772156649...), és a megfelelő aszimptotikus kiterjesztés, amint {\displaystyle n\rightarrow \infty }:
{\displaystyle H_{n}\sim \ln {n}+\gamma +{\frac {1}{2n}}-\sum _{k=1}^{\infty }{\frac {B_{2k}}{2kn^{2k}}}=\ln {n}+\gamma +{\frac {1}{2n}}-{\frac {1}{12n^{2}}}+{\frac {1}{120n^{4}}}-\cdots }
ahol {\displaystyle B_{k}} a Bernoulli-számok.

## Generáló függvények
A harmonikus számok generáló függvénye:
{\displaystyle \sum _{n=1}^{\infty }z^{n}H_{n}={\frac {-\ln(1-z)}{1-z}},}
ahol {\displaystyle \ln(z)} a természetes logaritmus.
Egy exponenciális generáló függvény:
{\displaystyle \sum _{n=1}^{\infty }{\frac {z^{n}}{n!}}H_{n}=-e^{z}\sum _{k=1}^{\infty }{\frac {1}{k}}{\frac {(-z)^{k}}{k!}}=e^{z}{\mbox{Ein}}(z)}
ahol {\displaystyle {\mbox{Ein}}(z)} a teljes exponenciális integrál.
Megjegyezzük, hogy:
{\displaystyle {\mbox{Ein}}(z)={\mbox{E}}_{1}(z)+\gamma +\ln z=\Gamma (0,z)+\gamma +\ln z\,}
ahol {\displaystyle \Gamma (0,z)} az inkomplett gamma-függvény.

## Alkalmazások
A harmonikus számok számos alkalmazásban megtalálhatók, mint például a digamma-függvénynél:
{\displaystyle \psi (n)=H_{n-1}-\gamma .\,}
Ezt a kifejezést gyakran használják harmonikus számok kiterjesztésénél nem egész n-re.
A harmonikus számokat gyakran használják a γ meghatározásához, felhasználva az előző fejezetben bevezetett korlátot:
{\displaystyle \gamma =\lim _{n\rightarrow \infty }{\left(H_{n}-\ln \left(n+{1 \over 2}\right)\right)}}
mely gyorsabban konvergál.
2002-ben Jeffrey Lagarias bebizonyította, hogy a Riemann-hipotézis egyenlő a következő állítással:
{\displaystyle \sigma (n)\leq H_{n}+\ln(H_{n})e^{H_{n}},}
igaz minden n ≥ 1 egész számra; szigorú egyenlőtlenséggel, ha n > 1. Itt σ(n) az n osztó összege.

## Általánosítás
Az általánosított harmonikus szám:
{\displaystyle H_{n,m}=\sum _{k=1}^{n}{\frac {1}{k^{m}}}.}
n a végtelenbe tart, ha {\displaystyle m>1}.
Más kifejezésben:
{\displaystyle H_{n,m}=H_{n}^{(m)}=H_{m}(n).}
A speciális esetben, amikor {\displaystyle m=1}, csak egyszerűen harmonikus számnak hívják, és gyakran index nélkül jelölik, mint itt:
{\displaystyle H_{n}=\sum _{k=1}^{n}{\frac {1}{k}}.}
Ha a korlát {\displaystyle n\rightarrow \infty }, az általánosított harmonikus szám a Riemann-féle zéta-függvényhez konvergál:
{\displaystyle \lim _{n\rightarrow \infty }H_{n,m}=\zeta (m).}
Az általánosított harmonikus számok generáló függvénye:
{\displaystyle \sum _{n=1}^{\infty }z^{n}H_{n,m}={\frac {\mathrm {Li} _{m}(z)}{1-z}},}
ahol {\displaystyle \mathrm {Li} _{m}(z)} a polilogaritmus és |z| < 1.
A fent megadott képletnél az m=1 egy speciális eset.